# Irmãozinho e Irmãzinha
Irmãozinho e Irmãzinha (em alemão: Brüderchen und Schwesterchen) ou O irmãozinho e a irmãzinha é um conto de fadas alemão recolhido pelos Irmãos Grimm, na primeira edição de Kinder- und Hausmärchen, publicada em 1812. É o conto número 11 (KHM 11). Enquadra-se no Tipo 450 do Sistema de classificação de Aarne-Thompson. Nele aparecem os temas recorrentes nos contos de fadas da madrasta má, da transformação de uma pessoa em um animal e do casamento da moça plebeia com um rei.

## História
Um irmão e uma irmã, cansados de ser maltratados por sua madrasta, um dia, decidem partir para longe de casa. A madrasta, que também é uma bruxa, apercebe-se da fuga e lança um feitiço sobre a floresta, onde os dois irmãos se refugiam. Embora o irmão sinta muita sede, sua irmã o impede de beber, pois ao se aproximar de uma fonte, ouve o murmúrio da água advertindo que ele não beba, para não se transformar num animal. Sem conseguir controlar a sede, o rapaz acaba bebendo a água e é transformado num cervo. A irmã chora, desconsolada. Depois de muito andar, eles chegam a uma casa onde passaram a viver, e, por algum tempo, levam uma vida feliz. 

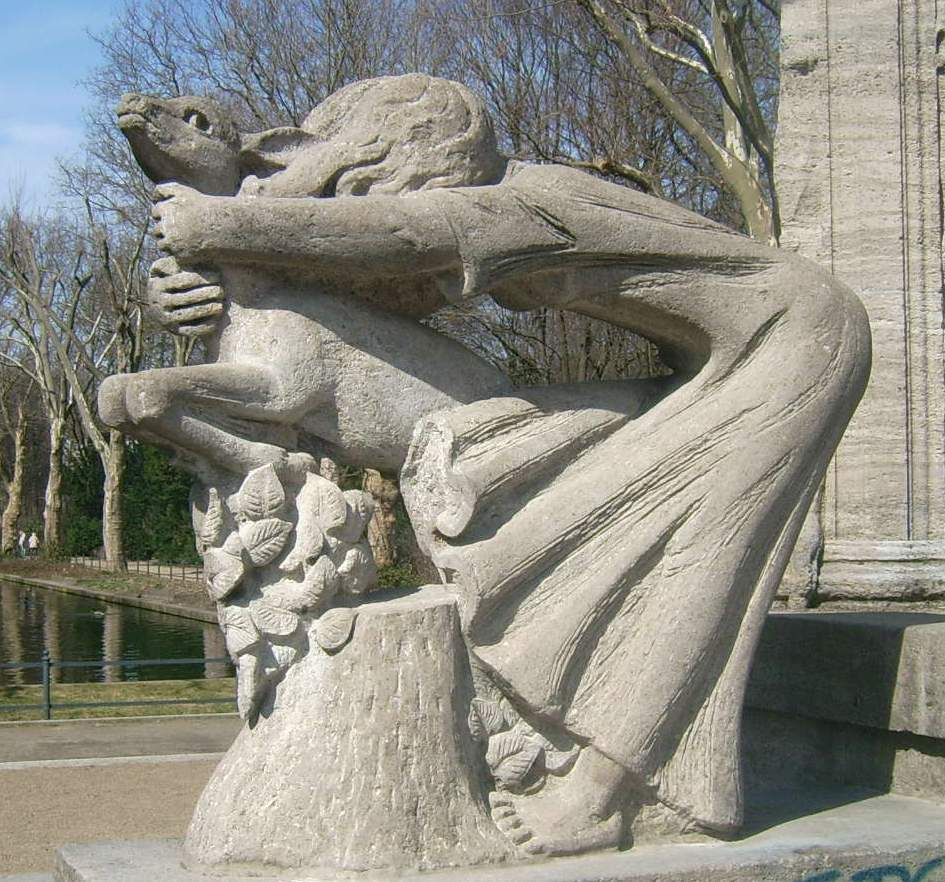
Escultura baseada em Irmãozinho e Irmãzinha, realizada em 1970, em Berlim, por Katharina Szelinski-Singer.

Ali foram crescendo, até que, um dia, nas cercanias da floresta soa uma buzina e ouvem-se os latidos dos cães, pois o rei está caçando. O cervo diz à irmã que deseja sair para ir ver, ao que ela concorda com a condição de que seja por um curto período de tempo, e que ao retornar anuncie: "Irmãzinha, deixa-me entrar". Os caçadores o perseguem por toda a floresta, mas não conseguem capturá-lo. No dia seguinte, os caçadores finalmente conseguiram feri-lo. O cervo foi para casa, mancando, e um caçador ouviu-o pedindo à irmã que abrisse a porta. O caçador contou tudo ao rei, que ordenou que, no dia seguinte, os caçadores voltassem a caçar o cervo, mas sem feri-lo, seguindo-o até sua casa. E assim aconteceu. 
Quando o rei viu a moça, ele se apaixonou e pediu-a em casamento. A irmã, ainda um pouco assustada, finalmente aceitou, com a condição de que o cervo pudesse viver com eles, no castelo. O rei concordou e todos deixaram a casa, juntos. Depois do casamento, eles viveram felizes por muitos anos, até que a velha madrasta soube que eles estavam bem, na corte do rei, e novamente decidiu conspirar contra eles. Uma noite, ela penetra no castelo, mata a rainha e a substitui por sua própria filha desfigurada, que transformou numa cópia física da outra. Quando o fantasma da rainha visita secretamente a cabeceira de seu bebê por três noites consecutivas, o rei descobre a verdade, e o plano maligno da madrasta é desmascarado.
A rainha volta à vida quando o rei a abraça, e a madrasta com a filha são julgadas por seus crimes. Esta é banida para a floresta, onde é devorada por animais selvagens, e a própria madrasta perversa é queimada na fogueira. No exato momento da morte da bruxa, o cervo se torna humano novamente, e enfim a família se reúne, e eles vivem felizes para sempre.